# Beat Fasel
Beat Fasel (* 8. Januar 1954 in Schmitten FR) ist ein Schweizer Maler und Zeichenlehrer.

## Leben und Wirken
Beat Fasel absolvierte nach dem Primarlehrerstudium eine Ausbildung zum Zeichenlehrer an der Universität Bern (1979) bei Gottfried Tritten.
Wichtig für Fasels künstlerische Entwicklung waren verschiedene Auslandsreisen, besonders eine Reise nach Venedig 1977 und ein Aufenthalt in den USA von 1980 bis 1981, sowie in Mittelamerika (Mexiko, Guatemala und Belize). In den USA beschäftigte er sich intensiv mit dem abstrakten Expressionismus, Action Painting, und besonders mit dem Künstler Jasper Johns.
In seiner frühen Schaffensperiode entstanden mehrheitlich abstrakte Malereien, in welchen geometrische Formen und verschiedene Materialien wie z. B. Gips, Acryl, Wellkarton mit Kontrasten aus Bleistiftstrichen oder Wachs- und Pastellkreide überlagert wurden.
Zu einer Ausstellung im Sensler Museum schrieb Walter Tschopp 1986:

«Da ist ein Spurenleser am Werk, der sich von seinen Bildgründen inspirieren lässt, darauf ganze Welten voller Spannung aufbaut: Spannung zwischen strenger Ordnung und freiem Spiel, zwischen Fläche und Raum, zwischen Formgebung und Formauflösung.»

Ab Mitte der 90er-Jahre arbeitete Fasel vermehrt mit Acrylfarben, welche er in auffälligen Farben und satten Pinselstrichen auf Papier brachte. Gebrauchsspuren, natürliche Alterung und organische Strukturen bildeten weiterhin einen wichtigen Teil seines künstlerischen Ausdrucks. Die Patina diente als Metapher für stetige Veränderung; sie durchzieht als Leitmotiv sein Gesamtwerk. Fasels Schaffen erstreckt sich auch auf den öffentlichen Raum, wo er mehrere Arbeiten im Bereich der Kunst am Bau realisiert hat.
Fasel übte ab 1984 die hauptberufliche Unterrichtstätigkeit als Lehrerbildner am kantonalen Lehrer- und Lehrerinnenseminar in Freiburg aus. Von 1999 bis 2002 machte er das Nachdiplomstudium Fachdidaktik Kunst und Gestaltung an der Universität Bern, das es ihm erlaubte, von 2002 bis 2016 an der Pädagogischen Hochschule Freiburg als Dozent zu unterrichten.

## Werke im öffentlichen Raum
- 1991: Begegnung, Mischtechnik, Kerzers
- 1993: Unterwegs, Malerei, Tafers
- 1997: Die Leiter, Monumentalskulptur, Tafers

## Ausstellungen (Auswahl)
- 1986, 1999, 2010: Sensler Museum, Tafers
- 1994: Stille und Revolte, Gruppenausstellung mit GSMBA
- 1994: Europa-Galerie, Universität Freiburg
- 1996: Primarschule Düdingen, zusammen mit dem Plastiker Emile Angéloz
- 2006: Galerie J.-J. Hofstetter, Freiburg
- 2008: ArtLanthen, Schmitten, zusammen mit Urs Renggli und Bruno Reidy
- 2019: Mémoires vives – Gegenwartskunst und kulturelles Erbe, Gruppenausstellung mit visarte Freiburg, Museum für Kunst und Geschichte Freiburg
- 2024: Beat Fasel – eine Spurenlese, Museum für Kunst und Geschichte Freiburg